# Uniontown, Kentucky
Uniontown är en ort i Union County i delstaten Kentucky, USA.